# Fort Meade (South Dakota)
Koordinaten: 44° 25′ 0″ N, 103° 31′ 0″ W

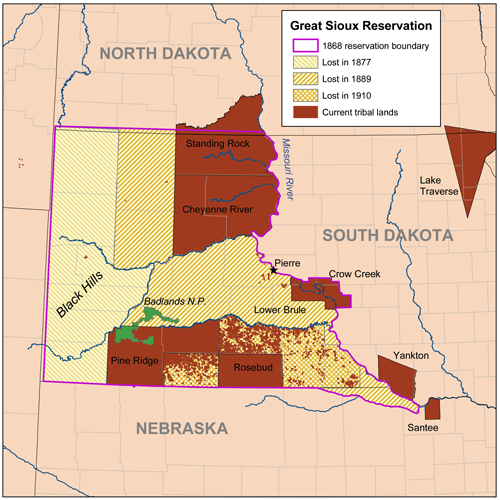
Karte der ursprünglichen Grenzen der Great Sioux Reservation, und die heutigen Grenzen der Reservate.

Fort Meade ist ein ehemaliger Stützpunkt des US-Heeres östlich von Sturgis in Meade County, South Dakota. Das Gelände wird heutzutage von der South Dakota National Guard als Trainingsgelände und Ausbildungsstätte genutzt.  Zusätzlich befindet sich ein Krankenhaus des Kriegsveteranenministerium der Vereinigten Staaten auf dem Gelände. Fort Meade wurde 1878 als Stützpunkt der US-Kavallerie zum Schutz der nördlichen Black Hills gegründet, nachdem das Gebiet 1877 aus der Great Sioux Reservation herausgelöst worden war. Fort Meade wird oft mit dem gleichnamigen Fort im US-Bundesstaat Maryland verwechselt, dem Hauptquartier der NSA. Fort Meade spielte eine wichtige Rolle in den Indianerkriegen. Es ist eng mit der Geschichte der Goldgräbersiedlung Deadwood, South Dakota verbunden, zu dessen Schutz es ursprünglich errichtet wurde. Das Fort wurde nach dem General des amerikanischen Bürgerkriegs George Gordon Meade benannt.

## Geschichte
Durch den Vertrag von Fort Laramie 1868 entstand die Great Sioux Reservation. Der Vertrag legte das Gebiet des gesamten heutigen US-Bundesstaates South Dakota westlich des Missouri, einschließlich der Black Hills (von der Nordgrenze in Nebraska bis zum 46. Breitengrad und vom Missouri im Osten bis zum 104. Meridian im Westen) als Indianer-Land zur uneingeschränkten und unbehelligten Nutzung und Besiedlung durch die Great Sioux Nation fest. Das Gebiet umfasste damit auch den Standort von Fort Meade. 1874 wurde Oberstleutnant George Armstrong Custer mit einer Expedition in das Gebiet der Black Hills beauftragt. Dabei wurde Gold im French Creek gefunden, was zu einem Ansturm Tausender Goldsucher führte. Das US-Heer versuchte, die Goldsucher aus den Black Hills fernzuhalten, was wegen zu geringen Personalumfangs nicht gelang. Einzelne Sioux-Trupps machten Jagd auf Invasoren. Schließlich begann die US-Regierung Kaufverhandlungen mit den Oglala-Lakota des Reservats. Die Reservatsindianer unter Red Cloud lehnten einen Verkauf jedoch ab. Bestimmte Gruppen unter Sitting Bull, Crazy Horse und Gall hatten den Vertrag von 1868 ohnehin nie anerkannt und hielten sich außerhalb des Sioux-Reservats in den nicht abgetretenen Jagdgebieten auf. Im Dezember 1875 beschloss die Regierung, die Indianer aus den Black Hills zu vertreiben. Sie setzte den Indianern ein Ultimatum, mitten im Winter in das Reservat „zurückzukehren“ und somit die Black Hills für die Weißen zu räumen. Abgesehen davon, dass viele Sioux und Northern Cheyenne gar nicht aus Reservaten stammten, in die sie hätten zurückkehren können, wäre es ihnen unmöglich gewesen, dem Ultimatum mitten im tiefsten Winter nachzukommen. Im Frühjahr 1876 kam es zu Kampfhandlungen, die ihren Höhepunkt mit der Schlacht am Little Bighorn am 25. Juni 1876 erreichten, in der Teile des 7. US-Kavallerie-Regiments vernichtet und Custer getötet wurde. Nach der Schlacht wurden weitere Heeresverbände in das umstrittene Gebiet verlegt. In diesem Zusammenhang entstand im August 1876 ein temporäres Militärlager nördlich des Bear Butte, einem heiligen Berg der Cheyenne-Indianer, um die Siedler und Goldsucher vor aufständischen Indianern zu schützen. Aus dem temporären Feldlager entstand am 31. August 1878 ein permanenter Militär-Stützpunkt südlich des Bear Butte, nachdem die US-Regierung das Gebiet 1877 widerrechtlich annektiert hatte. Auf Anweisung des Kriegsministers wurde das Fort nach General George Gordon Meade benannt. Zuerst wurde das Fort als Stützpunkt von Teilen des 1. US-Infanterie-Regiments verwendet. Auch Teile des 7. US-Kavallerie-Regiments waren im Fort stationiert. Später hier stationierte Einheiten waren Teile des 25. und 3. US-Infanterie-Regiments, sowie des 4., 8. und 10. US-Kavallerie-Regiments. Im Fort konnten gleichzeitig vier Infanterie- und sechs Kavallerie-Kompanien stationiert sein.
Das US-Heer gab das Fort 1944 auf. Seitdem wird das Gelände als Krankenhaus des Kriegsveteranenministerium der Vereinigten Staaten benutzt.